# 청양군·홍성군 (1988년 선거구)
청양군·홍성군은 대한민국의 옛 국회의원 선거구이다. 당시 충청남도 청양군과 홍성군 지역을 관할했다.

## 역사
대한민국 제13대 국회의원 선거를 앞두고 청양군·홍성군·예산군 선거구에서 분리되어 신설되었다.
대한민국 제17대 국회의원 선거를 앞두고 실시된 선거구 개편 과정에서 청양군·홍성군 선거구가 인구 하한선 미달로 인하여 폐지되었다. 이에 따라 청양군은 부여군과 함께 부여군·청양군 선거구를 형성하게 되었고 홍성군은 예산군과 함께 홍성군·예산군 선거구를 형성하게 되었다.

## 역대 국회의원
| 선거   | 정당 | 정당         | 의원   |
| ------ | ---- | ------------ | ------ |
| 1988년 |      | 신민주공화당 | 조부영 |
| 1992년 |      | 민주자유당   | 조부영 |
| 1996년 |      | 신한국당     | 이완구 |
| 2000년 |      | 자유민주연합 | 이완구 |

## 역대 선거 결과

### 대한민국 제13대 국회의원 선거
|  | 49.25% |

|  | 30.41% |

|  | 13.57% |

|  | 6.76% |

### 대한민국 제14대 국회의원 선거
|  | 50.48% |

|  | 42.97% |

|  | 6.54% |

### 대한민국 제15대 국회의원 선거
|  | 47.45% |

|  | 38.69% |

|  | 11.73% |

|  | 2.10% |

### 대한민국 제16대 국회의원 선거
|  | 69.35% |

|  | 19.81% |

|  | 10.82% |